# Christian Keller (administrador deportivo)
Christian Keller (Donaueschingen, 26 de noviembre de 1978) es un administrador deportivo y académico alemán que actualmente se desempeña como gerente directivo en F. C. Colonia. Obtuvo un doctorado de la Universidad de Tubinga y, posteriormente, enseñó gestión deportiva en la Universidad SRH de Heidelberg, al mismo tiempo que asesoraba a clubes de fútbol profesional. De 2013 a 2021, trabajó como gerente directivo de SSV Jahn Ratisbona. En marzo de 2023, fue elegido miembro de la junta directiva de la Liga de Fútbol Alemana, el organismo organizador de las ligas de fútbol profesional de Alemania.

## Primeros años y carrera académica
Christian Keller nació el 26 de noviembre de 1978 en Donaueschingen, en el estado alemán de Baden-Württemberg. Estudió comercio internacional en Universidad de Reutlingen y se graduó con una disertación sobre clubes de fútbol que cotizan en bolsa. En 2008, tras obtener un título en desarrollo empresarial de la misma institución, obtuvo un doctorado de la Universidad de Tubinga sobre gestión financiera de clubes de fútbol bajo la supervisión del científico deportivo Helmut Digel. Luego enseñó gestión deportiva en la Universidad SRH de Heidelberg.

## Carrera gerencial
Paralelamente a su carrera académica, Keller comenzó a trabajar como consultor de clubes de fútbol profesional. En 2013, fue nombrado director gerente de SSV Jahn Ratisbona. Durante su mandato, el club logró el ascenso de la Regionalliga Bayern de cuarto nivel a la totalmente profesional 3. Liga, y posteriormente a la 2. Bundesliga, el segundo nivel del sistema de ligas de fútbol alemán. Renunció a su cargo en Regensburg en octubre de 2021. El club se enfrentaba a la insolvencia en el momento del nombramiento de Keller, pero estaba libre de deudas cuando se fue. El 1 de abril de 2022, fue nombrado director gerente del club 1 de la Bundesliga F. C. Colonia, puesto que estaba vacante desde la destitución de Horst Heldt en mayo del año anterior.
En marzo de 2023, Keller fue nominado por un grupo de clubes, incluidos Köln y F. C. Augsburgo, para suceder a Fredi Bobic en la junta directiva de la Liga de Fútbol Alemana (DFL), el organismo organizador de las ligas de fútbol profesional de Alemania. Frente a Klaus Filbry del Werder Bremen, fue elegido con 18 votos contra 16. Mientras que Filbry fue apoyado por dos tercios de los clubes de la Bundesliga, Keller ganó gracias a los votos de la mayoría de los equipos de la 2. Bundesliga. Antes de las elecciones, Keller había expresado su escepticismo sobre una posible venta de los derechos de transmisión de DFL a un inversor.